# Kanton Börry
Der Kanton Börry war eine Verwaltungseinheit im Königreich Westphalen, die von 1810 bis 1813 bestand und durch das Königliche Decret vom 19. Juli 1810 gebildet wurde. Er gehörte zum Distrikt Rinteln im Departement der Leine.

## Gemeinden
- Börry mit Ober- und Niederbörry
- Bessingen
- Bessinghausen
- Bisperode
- Bremke
- Daspe
- Doonsen
- Esperde
- Frenke
- Hagenohsen
- Hajen
- Harderöde
- Hastenbeck
- Kreipke
- Latferde
- Tündern
- Völkerhausen
- Voremberg
- Wegensen

## Einzelnachweis
1. ↑  Neueinteilung des Königreichs Westphalen. Königliches Decret vom 19. Juli 1810, welches die Zusammensetzung der drei Departements, die aus den vormaligen Hannoverschen Provinzen gebildet werden, und die Vereinigung einiger anderer Theile des Königreichs mit jenen verfügt. In: Bulletin des lois du Royaume de Westphalie. Band II, Nr. 78, 1810, S. 355 ff. (eingeschränkte Vorschau in der Google-Buchsuche).